# Jonas Salk
Jonas Edward Salk (ur. 28 października 1914 w Harlemie w Nowym Jorku, zm. 23 czerwca 1995 w La Jolla w San Diego) – wirusolog, wynalazca szczepionki przeciw grypie i twórca jednej ze szczepionek przeciw paraliżowi dziecięcemu (wirus polio). 
- 1942 – pod presją swego sponsora, armii USA, Salk zaczął pracę nad szczepionką przeciw grypie
- 1949 – korzystając z doświadczeń zespołu Endersa, Salk rozpoczął badania nad polio
- 1954 – John Franklin Enders otrzymał Nobla za badania nad polio
- 1955 – Salk ogłosił otrzymanie szczepionki przeciw paraliżowi dziecięcemu; rozpoczęły się masowe szczepienia. Zaszczepiono 440 tysięcy dzieci. Jednak po podaniu szczepionki u niektórych dzieci wystąpiły objawy paraliżu. U 250 dzieci nastąpiły powikłania, u 150 wystąpił częściowy lub całkowity paraliż, a 11 zmarło. Z tego powodu szczepionkę wycofano
- 1960 – założył Salk Institute for Biological Studies w La Jolla w Kalifornii
- 1962 – aby odbudować swój autorytet, udoskonaloną szczepionkę przeciwko polio zaaplikował sobie i synom, co przekonało Amerykanów do masowego szczepienia przeciwko polio. Do 1962 roku zaszczepiła się ponad połowa mieszkańców USA do 40. roku życia, a zachorowalność spadła o 86 procent.

Jego praca umożliwiła obronę dzieci przed ciężką i wyniszczającą chorobą. Paraliż dziecięcy w latach 50. dotykał w USA 1 noworodka na 5000. Tysiące ciężej porażonych dzieci musiały korzystać z żelaznych płuc.